# Yann Tiersen
Yann Pierre Tiersen (ur. 23 czerwca 1970 w Breście) – francuski kompozytor, muzyk multiinstrumentalista i minimalista, wokalista. W swoich utworach wykorzystuje instrumenty takie jak pianino, akordeon i rozmaite typy instrumentów smyczkowych oraz strunowych. Znany głównie dzięki ścieżkom dźwiękowym do filmów Wyśnione życie aniołów (1998, reż. Érick Zonca), Amelia (2001, reż. Jean-Pierre Jeunet) oraz Good bye, Lenin! (2003, reż. Wolfgang Becker). Jego utwory są łatwo rozpoznawalne dzięki dość prostej linii melodycznej i przez użycie w nich niewielu instrumentów (minimalizm).

## Życiorys
Yann Tiersen, Bretończyk z pochodzenia, urodził się w Breście, obecnie mieszka w Paryżu. Wychował się w rodzinie o tradycjach muzycznych. Uczył się dyrygentury w akademiach muzycznych w Rennes, Nantes i Boulogne-sur-Mer. Udzielał się w kilku grupach rockowych. Przed wydaniem pierwszego solowego albumu, pisał i nagrywał ścieżki dźwiękowe dla sztuk teatralnych i filmów krótkometrażowych, na przykład Alice i Martin (1998, André Téchiné), Qui Plume la Lune? (Christine Carrière, 1999).
W wieku 25 lat nagrał pierwszy album – La Valse des Monstres, zawierający głównie minimalistyczne kompozycje. Album został wydany jedynie w ilości 1000 egzemplarzy (później dokonano reedycji). Rozgłos we Francji przyniosła mu dopiero trzecia płyta – Le Phare. Poza ojczystym krajem został jednak uznany dopiero po wydaniu płyty Le Fabuleux Destin d'Amélie Poulain w 2001 roku, która zawierała wcześniejsze oraz zupełnie nowe utwory.

## Dyskografia

### Albumy
| Tytuł                 | Rok wydania | Wytwórnia      | Liczba utworów (czas trwania) | Uwagi |
| --------------------- | ----------- | -------------- | ----------------------------- | --- |
| La Valse des Monstres | 1995        | EMI            | 17 (44:54)                    | - |
| Rue des Cascades      | 1996        | Virgin Records | 20 (46:47)                    | Współpraca: Claire Pichet |
| Le Phare              | 1998        | Virgin Records | 14 (34:43)                    | Współpraca: Claire Pichet, Dominique A |
| Tout est Calme        | 1999        | Virgin Records | 10                            | Współpraca: The Married Monk |
| L'Absente             | 2001        | Virgin Records | 12 (44:31)                    | Współpraca: Lisa Germano, Dominique A, Natacha Régnier |
| Les Retrouvailles     | 2005        | Virgin Records | 16 (43:39)                    | Współpraca: Jane Birkin, Liz Fraser, Dominique A. Zawiera film DVD „La Traversée” (reż. Aurelie du Boys), na którym zostały zarejestrowane prace nad płytą. |
| Dust Lane             | 2010        | Mute           | 8 (45:17)                     | |
| Skyline               | 2011        | Mute           | 9 (40:12)                     | |
| Infinity              | 2014        | Mute           | 9 (51:45)                     | |
| EUSA                  | 2016        | Mute           | 18 (29:47)                    | |
| ALL                   | 2019        |                | 11 (1:02:08)                  | Nagrana w nowym studiu kompozytora Eskal na wyspie Ushant. Współpraca: Gereth Jones.                                                                        |
| Portrait              | 2019        | Mute           |                               | |

### Ścieżki dźwiękowe
| Tytuł                               | Rok wydania | Wytwórnia      | Liczba utworów (czas trwania) | Uwagi                                                  |
| ----------------------------------- | ----------- | -------------- | ----------------------------- | ------------------------------------------------------ |
| Le Fabuleux Destin d'Amélie Poulain | 2001        | Virgin Records | 20 (53:03)                    | Muzyka do filmu Amelia                                 |
| Good bye, Lenin!                    | 2003        | EMI            | 23 (46:27)                    | Współpraca: Synaxis. Muzyka do filmu Good bye, Lenin!. |
| Tabarly                             | 2008        | EMI            | 15 (33:37)                    | Muzyka do filmu „Tabarly”                              |

### Albumy koncertowe
| Tytuł         | Rok wydania | Wytwórnia      | Uwagi |
| ------------- | ----------- | -------------- | --- |
| Black Session | 1999        | EMI            | Współpraca: Neil Hannon (Divine Comedy), Dominique A, Bertrand Cantat(Noir Désir), The Married Monk. Utwory nagrano podczas koncertu w Rennes (grudzień 1998), który był częścią festiwalu muzycznego Transmusicales.                                               |
| C’était ici   | 2002        | Virgin Records | Współpraca: Synaxis, Claire Pichet, Christine Ott, Christian Quermalet, Marc Sens, Nicholas Stevens, Renaud Lhoest, Oliver Tilkin, Têtes Raides, Dominique A, Lisa Germano. Utwory zostały nagrane podczas koncertu w hali Cité de la Musique w Paryżu (luty 2002). |
| On Tour       | 2006        | EMI            | Współpraca: Elizabeth Fraser, Diam’s, Katel |

### Albumy wspólne z innymi wykonawcami
| Tytuł                         | Rok wydania | Wytwórnia      |
| ----------------------------- | ----------- | -------------- |
| Bästard ~ Tiersen             | 1998        | ?              |
| Les oiseaux de passage        | 2001        | ?              |
| On aime On aide               | 2003        | Virgin Records |
| Yann Tiersen & Shannon Wright | 2004        | Ici d’Ailleurs |

### DVD
- La Traversée (2005)
- On Tour (2006)

## Inne ścieżki dźwiękowe
Utwory Tiersena były wykorzystywane również w filmach, do których nie wydano płyt z muzyką:
- Le Poteau rose (2002)
- Primitifs (2002)
- Trois huit (Trzecia zmiana) (2001)
- Notre besoin de consolation... (2001)
- Le Cyclope de la mer (1999)
- Qui plume la lune?... (1999)
- Alice et Martin (1998)
- La Vie revée des anges (Wyśnione życie aniołów) (1998)
- Les Grandes batailles de monsieur le Maire (1998)
- Le Dernier bip (1998)